# Krzesław Kurozwęcki (zm. 1459)
Krzesław „Półtorabek” Kurozwęcki herbu Poraj (zm. w 1459) – starosta krakowski od 1435, podkomorzy sandomierski od 1436, kasztelan wiślicki od 1438, lubelski od 1444, starosta generalny Wielkopolski w latach 1440–1443, starosta piotrkowski i pilzneński od 1448.
Syn Dobiesława Kurozwęckiego i Dzichny z nieznanego rodu. Imię otrzymał po dziadku, Krzesławie Kurozwęckim.
3 lipca 1431 roku, w czasie wyprawy łuckiej wysłał listy wypowiednie wielkiemu księciu litewskiemu Świdrygielle z obozu wojskowego w Bystrzycy na ziemi lubelskiej.
Był uczestnikiem konfederacji Zbigniewa Oleśnickiego w 1438 roku.
Był świadkiem wydania statutów nieszawskich przez króla Kazimierza IV Jagiellończyka w 1454 roku.
Żonaty z Ewą Czarną z Gorzyc herbu Sulima; miał z nią ośmioro dzieci, z których najsławniejsze to:
- Piotr Kurozwęcki
- Stanisław Kurozwęcki,
- Dobiesław Kurozwęcki,
- Mikołaj Kurozwęcki